# سلاح مجاني
سلاح مجاني (بالإنجليزية: Free Fire)‏ هو فيلم أكشن وحركة كوميدي أنتج بالمملكة المتحدة، وأخرجه المخرج البريطاني بن ويتلي. الفيلم من بطولة شارلتو كوبلي وأرمي هامر وبري لارسون وكيليان مورفي وسام رايلاي.

## القصة
تدور القصة في بوسطن في سبعينات القرن الماضي. ويتحول مكان لتبادل صفقة أسلحة بين مجموعتين إلى مسرح لتبادل النار بسبب خلاف سابق بسيط، ليتحول المكان لقتال بالأسلحة النارية بين المجموعتين. يتطور القتال إلى أفراد الفريق الواحد للحصول على حقيبة المال، مما أدى لمقتل أغلب من كان في هذه الصفقة.

## وصلات خارجية
- سلاح مجاني على موقع IMDb (الإنجليزية)
- سلاح مجاني على موقع ميتاكريتيك (الإنجليزية)
- سلاح مجاني على موقع روتن توميتوز (الإنجليزية)
- سلاح مجاني على موقع نتفليكس (الإنجليزية)
- سلاح مجاني على موقع ألو سيني (الفرنسية)
- سلاح مجاني على موقع أول موفي (الإنجليزية)
- سلاح مجاني على موقع بوكس أوفيس موجو (الإنجليزية)
- سلاح مجاني على موقع فيلمافينيتي (الإسبانية)
- سلاح مجاني على موقع قاعدة بيانات الفيلم (الإنجليزية)
- سلاح مجاني على موقع ليتربوكسد (الإنجليزية)